# 도쿠가와 요시노부 (오와리 도쿠가와가)
도쿠가와 요시노부(徳川義宣, 1933년 12월 24일 ~ 2005년 11월 23일)은 일본의 미술사가이다. 도쿠가와 미술관장을 지냈다. 친부는 (사쿠라)홋타 마사쓰네 백작이며 도쿠가와 요시토모의 데릴사위로서 오와리가의 당주를 이어받았다.

## 같이 보기
- 도쿠가와 요시미치 - 오와리번 제4대 번주로서 요시노부의 모계조상이다.

| 전임 도쿠가와 요시토모 | 제21대 오와리 도쿠가와 종가 당주 1992년 ~ 2005년 | 후임 도쿠가와 요시타카 |